# طميس
طميس في الإقليم الخامس طولها 78 درجة وثلثان ، وعرضها 38 درجة ونصف ربع وهي بلدة من سهول طبرستان بينها وبين سارية 16 فرسخا وهي آخر حدود طبرستان من ناحية خراسان وجرجانولها درب عظيم ممدود من الجبل إلى جوف البحر من آجر وجص، وكان كسرى أنوشروان بناه ليحول بين الترك و بين الغارة على طبرستان.
فتح المدينة سعيد بن العاص في سنة 30هـ في خلافة عثمان بن عفان .